# Fariz RM
 (juillet 2023).
La mise en forme du texte ne suit pas les recommandations de Wikipédia : il faut le « wikifier ».
Les points d'amélioration suivants sont les cas les plus fréquents. Le détail des points à revoir est peut-être précisé sur la page de discussion.
- Les titres sont pré-formatés par le logiciel. Ils ne sont ni en capitales, ni en gras.
- Le texte ne doit pas être écrit en capitales (les noms de famille non plus), ni en gras, ni en italique, ni en « petit »…
- Le gras n'est utilisé que pour surligner le titre de l'article dans l'introduction, une seule fois.
- L'italique est rarement utilisé : mots en langue étrangère, titres d'œuvres, noms de bateaux, etc.
- Les citations ne sont pas en italique mais en corps de texte normal. Elles sont entourées par des guillemets français : « et ».
- Les listes à puces sont à éviter, des paragraphes rédigés étant largement préférés. Les tableaux sont à réserver à la présentation de données structurées (résultats, etc.).
- Les appels de note de bas de page (petits chiffres en exposant, introduits par l'outil «  Source ») sont à placer entre la fin de phrase et le point final[comme ça].
- Les liens internes (vers d'autres articles de Wikipédia) sont à choisir avec parcimonie. Créez des liens vers des articles approfondissant le sujet. Les termes génériques sans rapport avec le sujet sont à éviter, ainsi que les répétitions de liens vers un même terme.
- Les liens externes sont à placer uniquement dans une section « Liens externes », à la fin de l'article. Ces liens sont à choisir avec parcimonie suivant les règles définies. Si un lien sert de source à l'article, son insertion dans le texte est à faire par les notes de bas de page.
- La présentation des références doit suivre les conventions bibliographiques. Il est recommandé d'utiliser les modèles {{Ouvrage}}, {{Chapitre}}, {{Article}}, {{Lien web}} et/ou {{Bibliographie}}. Le mode d'édition visuel peut mettre en forme automatiquement les références.
- Insérer une infobox (cadre d'informations à droite) n'est pas obligatoire pour parachever la mise en page.

Pour une aide détaillée, merci de consulter Aide:Wikification.
Si vous pensez que ces points ont été résolus, vous pouvez retirer ce bandeau et améliorer la mise en forme d'un autre article.
Fariz Rustam Munaf, né le 5 janvier 1959 à Jakarta, est un chanteur et auteur compositeur indonésien.

## Biographie
Fariz Rustam Munaf est né le 5 janvier 1959 à Jakarta. Son père, Roestam Munaf était un entrepreneur de Tanah Datar, Sumatra occidental et sa mère, Anna Reijnenberg était professeur de piano d'origine Néerlandais-Betawi. Il a commencé à étudier la musique à l'âge de cinq ans, en commençant par le piano classique et plus tard en étudiant le blues.
Débutant sa carrière en 1977, il a sorti 19 albums solo et trois avec d'autres artistes. Il est surtout connu pour ses chansons "Barcelona" et "Sakura". Trois de ses chansons solo ont été répertoriées dans la liste Rolling Stone Indonesia 2009 "Les 150 meilleures chansons indonésiennes de tous les temps", avec une autre de ses compositions également répertoriée.
En 1977, Fariz a rejoint le concours d'écriture de chansons Prambors FM pour adolescents, terminant dans le top dix. Cette même année, il joue de la batterie sur l'album Badai Pasti Berlalu ; c'est à cette époque que Chrisye lui a donné le surnom de Fariz RM, que Fariz a continué à utiliser comme nom de scène parce que "Chrisye pensait que ça sonnait bien".
En 2001, Fariz faisait partie des personnalités convoquées par la police de Jakarta et interrogées pour leurs liens présumés avec le Centre d'information sur le référendum d'Aceh (SIRA) et interrogé en relation avec le bombardement d'un dortoir Acehnese à Setiabudi en mai de cette année-là. Sur la base des documents saisis, la police soupçonnait qu'il avait aidé les auteurs sur la base d'une lettre qu'il avait envoyée à Tengku Abdullah Syafiie, chef du mouvement pour un Aceh libre, exprimant sa sympathie et son soutien à la cause séparatiste du groupe. Après la libération de Fariz, il a mentionné qu'il avait reçu un grand soutien de la part des journalistes. Fariz a également exprimé son inquiétude pour les réfugiés d'Aceh, à qui il était prêt à faire don d'une partie du produit des ventes de disques.
Fariz a été arrêté pour possession de cannabis en 2007 ; il a été condamné à huit mois de prison et réhabilitation.
Au cours de sa carrière, Fariz a été membre de nombreux groupes, dont WOW, Jakarta Rhythm Section, Symphony, Transs, Rollies et Giant Steps. Ses influences incluent The Beatles, Pink Floyd, The Police, Marvin Gaye et Claude Debussy. The Jakarta Post considère sa musique comme "un éventail de styles et de sons qui ne sont pas immédiatement apparents, sauf pour des oreilles averties"

## Vie personnelle
Fariz est marié à Oneng. Ensemble, ils ont trois enfants et sa nièce est la chanteuse et actrice indonésienne Sherina Munaf. Il aime lire et a déclaré qu'il préférait les petits concerts, se sentant « honteux » lorsqu'un de ses concerts provoquait des embouteillages.